# Unsafe at Any Speed
Unsafe at Any Speed (titolo completo Unsafe at Any Speed: The Designed-In Dangers of the American Automobile) è un libro scritto da Ralph Nader pubblicato per la prima volta il 30 novembre 1965.
Il tema centrale del saggio riguardava la sicurezza delle autovetture, in particolare il libro denunciava la resistenza delle case automobilistiche nell'introdurre dispositivi di sicurezza (come le cinture di sicurezza) sui veicoli e la loro riluttanza generale a spendere soldi per migliorarne la sicurezza. Questo libro considerato come pionieristico nel suo settore, contiene riferimenti e materiale proveniente da vari esperti del settore. Il libro è stato un best seller nella saggistica nel 1966.